# Kim Ye-lim
Kim Ye-lim, kor. 김예림 Kim Ye-lim (ur. 23 stycznia 2003 w Seulu) – południowokoreańska łyżwiarka figurowa, startująca w konkurencji solistek. Uczestniczka igrzysk olimpijskich (2022), wicemistrzyni (2023) i brązowa medalistka mistrzostw czterech kontynentów (2022), medalistka zawodów z cyklu Challenger Series, mistrzyni Korei Południowej (2021).

## Osiągnięcia
| Zawody                                | 14–15          | 15–16          | 16–17          | 17–18          | 18–19          | 19–20          | 20–21          | 21–22          | 22–23          | 23–24          |                |                |                |                |                |                |                |
| Międzynarodowe                        | Międzynarodowe | Międzynarodowe | Międzynarodowe | Międzynarodowe | Międzynarodowe | Międzynarodowe | Międzynarodowe | Międzynarodowe | Międzynarodowe | Międzynarodowe | Międzynarodowe | Międzynarodowe | Międzynarodowe | Międzynarodowe | Międzynarodowe | Międzynarodowe | Międzynarodowe |
| ------------------------------------- | -------------- | -------------- | -------------- | -------------- | -------------- | -------------- | -------------- | -------------- | -------------- | -------------- | -------------- | -------------- | -------------- | -------------- | -------------- | -------------- | -------------- |
| Zimowe igrzyska olimpijskie           |                |                |                |                |                |                |                | 9              |                |                |                |                |                |                |                |                |                |
| Mistrzostwa świata                    |                |                |                |                |                | C              | 11             |                | 18             |                |                |                |                |                |                |                |                |
| Mistrzostwa czterech kontynentów      |                |                |                |                | 8              | 6              | C              | 3              | 2              |                |                |                |                |                |                |                |                |
| GP Finał Grand Prix                   |                |                |                |                |                |                |                |                | 6              |                |                |                |                |                |                |                |                |
| GP Cup of China                       |                |                |                |                |                |                |                | C              |                | 6              |                |                |                |                |                |                |                |
| GP Gran Premio d’Italia               |                |                |                |                |                |                |                | 6              |                |                |                |                |                |                |                |                |                |
| GP Grand Prix de France               |                |                |                |                |                |                |                |                | 2              |                |                |                |                |                |                |                |                |
| GP NHK Trophy                         |                |                |                |                |                |                |                |                | 1              | 7              |                |                |                |                |                |                |                |
| GP Skate America                      |                |                |                |                |                |                |                | 8              |                |                |                |                |                |                |                |                |                |
| GP Skate Canada International         |                |                |                |                |                | 7              |                |                |                |                |                |                |                |                |                |                |                |
| CS Finlandia Trophy                   |                |                |                |                |                |                |                |                | 1              | 1              |                |                |                |                |                |                |                |
| CS Lombardia Trophy                   |                |                |                |                |                | 4              |                |                |                |                |                |                |                |                |                |                |                |
| CS Nebelhorn Trophy                   |                |                |                |                |                | 2              |                |                |                |                |                |                |                |                |                |                |                |
| CS U.S. International Classic         |                |                |                |                | 3              |                |                |                | 1              |                |                |                |                |                |                |                |                |
| Zimowa uniwersajda                    |                |                |                |                |                |                |                |                | 3              |                |                |                |                |                |                |                |                |
| Międzynarodowe: Kategorie młodzieżowe |                |                |                |                |                |                |                |                |                |                |                |                |                |                |                |                |                |
| Mistrzostwa świata juniorów           |                |                | WD             |                |                |                |                |                |                |                |                |                |                |                |                |                |                |
| JGP Finał                             |                |                |                |                | 6              |                |                |                |                |                |                |                |                |                |                |                |                |
| JGP na Białorusi                      |                |                |                | 4              |                |                |                |                |                |                |                |                |                |                |                |                |                |
| JGP w Czechach                        |                |                |                |                | 2              |                |                |                |                |                |                |                |                |                |                |                |                |
| JGP we Francji                        |                |                | 4              |                |                |                |                |                |                |                |                |                |                |                |                |                |                |
| JGP we Włoszech                       |                |                |                | 6              |                |                |                |                |                |                |                |                |                |                |                |                |                |
| JGP w Japonii                         |                |                | 5              |                |                |                |                |                |                |                |                |                |                |                |                |                |                |
| JGP na Litwie                         |                |                |                |                | 2              |                |                |                |                |                |                |                |                |                |                |                |                |
| Asian Open Trophy                     |                | 1 N            | 2              | 3              |                |                |                |                |                |                |                |                |                |                |                |                |                |
| FBMA Trophy                           |                | 1 N            |                |                |                |                |                |                |                |                |                |                |                |                |                |                |                |
| NRW Trophy                            |                | 4 N            |                |                |                |                |                |                |                |                |                |                |                |                |                |                |                |
| Krajowe                               |                |                |                |                |                |                |                |                |                |                |                |                |                |                |                |                |                |
| Mistrzostwa Korei Południowej         | 4              | 4              | 2              | 6              | 5              | 3              | 1              | 2              | 2              |                |                |                |                |                |                |                |                |

## Programy
| Sezon   | Program krótki (SP) | Program dowolny (FS) | Pokazy mistrzów                                                                             |
| ------- | --- | --- | ------------------------------------------------------------------------------------------- |
| 2021–22 | - Liebestraum – Ferenc Liszt choreografia: Drew Meekins                                                                           | - Violin Fantasy on Puccini's 'Turandot' – Vanessa-Mae choreografia: David Wilson                                                 |                                                                                             |
| 2020–21 | - Liebestraum – Ferenc Liszt choreografia: Drew Meekins                                                                           | - Love Story – Francis Lai choreografia: Jeffrey Buttle                                                                           |                                                                                             |
| 2019–20 | - Czarny łabędź – Clint Mansell choreografia: Lee Kyu-hyun                                                                        | - Love Story – Francis Lai choreografia: Jeffrey Buttle                                                                           | - One Day I'll Fly Away – Joe Sample, Will Jennings choreografia: Lee Kyu-hyun              |
| 2018–19 | - Love Theme (z filmu Kino Paradiso) – Ennio Morricone choreografia: David Wilson                                                 | - Méditation (z opery Thaïs) – Jules Massenet choreografia: Drew Meekins                                                          | - Romeo i Julia – Nino Rota - Romeo i Julia – Nellee Hooper choreografia: Catarina Lindgren |
| 2017–18 | - Memory (z musicalu Koty) – Andrew Lloyd Webber choreografia: Lee Kyu-hyun - Riverdance – Bill Whelan choreografia: Lee Kyu-hyun | - La La Land – Justin Hurwitz | - The Fools Who Dream (z filmu La La Land) – Emma Stone, oryg. Justin Hurwitz               |
| 2016–17 | - Donde Voy – Tish Hinojosa choreografia: Lee Kyu-hyun                                                                            | - If I leave (z serialu Cesarzowa Myung-Sung) – Sumi Jo choreografia: Lee Kyu-hyun                                                |                                                                                             |
| 2015–16 | - Donde Voy – Tish Hinojosa choreografia: Lee Kyu-hyun - Eye – Coba choreografia: Shin Yea-ji                                     | - Paganini: Uczeń diabła – David Garrett - La Campanella - Io Ti Penso Amore choreografia: Shin Yea-ji                            |                                                                                             |
| 2014–15 | - Il etait une fois un riche marchand (z filmu Piękna i Bestia) – Pierre Adenot choreografia: Shin Yea-ji                         | - Journey of Man – Cirque du Soleil choreografia: Shin Yea-ji                                                                     |                                                                                             |
| 2013–14 | - Szeherezada – Maria Larionoff, oryg. Nikołaj Rimski-Korsakow choreografia: Shin Yea-ji                                          | - Rhapsody for Orchestra – Tokyo Metropolitan Symphony Orchestra, oryg. Yūzō Toyama - Matsuri – DJ Yuto choreografia: Shin Yea-ji |                                                                                             |
| 2012–13 | | - Szeherezada – Maria Larionoff, oryg. Nikołaj Rimski-Korsakow choreografia: Shin Yea-ji                                          |                                                                                             |